# Горошкін Іван Васильович
Іван Васильович Горошкін (1905, село Ломовка Мокшанського повіту Пензенської губернії, тепер Лунінського району Пензенської області, Російська Федерація — 1983, місто Москва, Російська Федерація) — радянський і профспілковий діяч, голова Верховної ради Російської РФСР. Депутат Верховної ради Російської РФСР 3—5-го скликань. 

## Життєпис
У 1926—1930 роках — студент Московського механічного інституту імені Ломоносова.
Член ВКП(б) з 1929 року.
З 1930 року працював на машинобудівному заводі, в науково-дослідному інституті з проєктування автотракторних заводів.
До 1941 року — помічник головного інженера 1-го державного автомобільного заводу імені Сталіна в Москві.
У 1941—1943 роках — партійний організатор ЦК ВКП(б) 1-го державного автомобільного заводу імені Сталіна.
З 1943 року — 1-й секретар Пролетарського районного комітету ВКП(б) міста Москви.
22 травня 1947 — 27 листопада 1948 року — секретар Московського міського комітету ВКП(б) з кадрів.
До 24 грудня 1948 року — голова Організаційного бюро ВЦРПС по Москві. 27 грудня 1948 — 1949 року — голова Московської міської ради професійних спілок.
30 квітня 1949 — 10 серпня 1955 року — секретар ВЦРПС.
23 березня 1955 — 15 квітня 1959 року — голова Верховної ради Російської РФСР.
У 1955—1976 роках — заступник голови Державного комітету з праці та заробітної плати при Раді міністрів СРСР. Голова Товариства радянсько-в'єтнамської дружби.
З 1976 року — персональний пенсіонер у Москві.
Помер у 1983 році.

## Нагороди
- орден Леніна (1944)
- орден Жовтневої Революції (3.09.1971)
- три ордени Трудового Червоного Прапора (1947, 1955, 1958)
- орден Дружби народів (14.03.1975)
- орден Червоної Зірки (1942)
- медаль «За оборону Москви»
- медалі